# 에런 스펠링

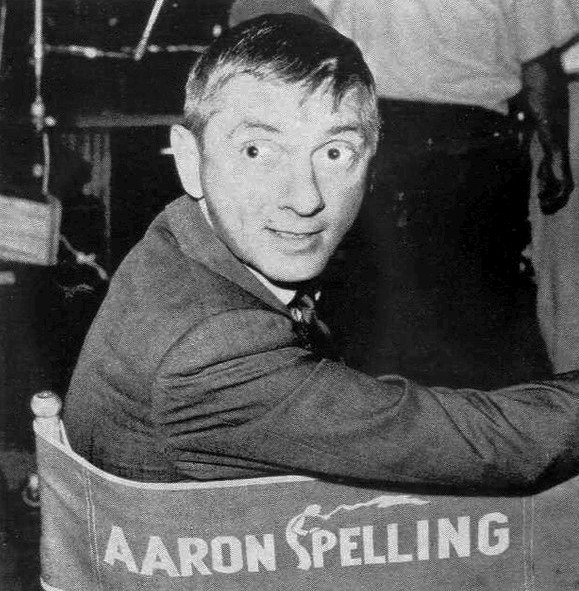

에런 스펠링(Aaron Spelling, 1923년 4월 22일 ~ 2006년 6월 23일)은 미국의 영화 및 텔레비전 제작자이다.